# Juozas Matulis
Juozas Matulis (russisch Юозас Юозасович (Юозович) Матулис, * 7. Märzjul. / 19. März 1899greg. in Tatkonys, Wolost Skapiškis, jetzt Rajongemeinde Kupiškis; † 25. Juni 1993 in Vilnius) war ein litauischer Chemiker, Professor und Prorektor.

## Leben
1912 absolvierte Matulis die Grundschule Juodpėnai und von 1914 bis 1917 besuchte das Gymnasium in Liepāja.
1924 absolvierte er das Erwachsenen-Gymnasium Kaunas. Dann studierte er an der Technischen und ab 1925 an der Mathematik- und Naturwissenschaftlichen Fakultät der Lietuvos universitetas.
1929 absolvierte er das Studium. Von 1931 bis 1933 studierte er weiter an der Universität Leipzig. 1934 promovierte er an der VDU zum Thema „Fotodichroizmo tyrinėjimai organinių dažų-kolodio ir želatinos sistemose“. 1936 habilitierte er und lehrte danach als Privatdozent. Ab 1940 lehrte er als Professor an der Vilniaus universitetas. Ab 1941 war er Mitglied der Lietuvos mokslų akademija und von 1944 bis 1945 Prorektor der Universität Vilnius. Er war Gründer der litauischen Elektrochemie-Schule. 1946 wurde er zum korrespondierenden Mitglied der Akademie der Wissenschaften der UdSSR gewählt.
Ab 1950 war Matulis Mitglied der KPdSU, von 1956 bis 1986 der Zentralkomitee der Lietuvos komunistų partija. Von 1947 bis 1963 war er Deputat im Obersten Sowjet in Sowjetlitauen und von 1950 bis 1979 Abgeordneter im Obersten Sowjet der UdSSR.
Sein Grab befindet sich im Friedhof Antakalnis.

## Preise
- 1975, 1982: Staatspreis von Sowjetlitauen (mit anderen)
- 1984: Preis des Ministerrats der Sowjetunion (mit anderen)

## Ehrungen
- 1945: Verdiente Person der Wissenschaft von Sowjetlitauen
- 1965: Held der sozialistischen Arbeit

## Bibliografie
- Juozas Matulis. Autobiografiniai bruožai. Atsiminimai. T. I. – Vilnius: TEV, 1999. – 293 p. iliustr. – ISBN 9986546524. – T. 2. Mokslo populiarieji straipsniai. Publicistika. – 359 p.: iliustr.
- Juozas Matulis: literatūros rodyklė (sud. Audronė Steponaitienė). – Vilnius: Lietuvos mokslų akademijos biblioteka, 1999. – 204 p. – ISBN 9986-498-19-8